# くさなぎ俊祈
くさなぎ 俊祈（くさなぎ としき、5月21日 - ）は、日本の漫画家。福岡県出身。血液型はA型。
現在は、病気療養中で、月刊コミックZERO-SUMの『少年進化論†』を休載中。漫画の他に集英社・新書館で小説の挿し絵を描いている。

## 概要
- 学研でデビューする前は同人活動を行なっていた。デビュー作は学研の『Pocke』'97年11月号での「少年進化論」第1話。
- 体が病弱でよく休載しているが、自分のペースで仕事をしている。
- 学習研究社より、陰陽師アンソロジーで黒龍之巻が、安倍晴明アンソロジーで玄武編・朱雀編・百鬼夜行抄編が出版されている。
- アンソロジーでの続きの話や、ムック・単行本の発売予定があったが作者の仕事の都合により休止状態となっている。

## 同人活動
- 同人活動時のペンネームは「陵 俊祈」（みささぎ としき）。サークル名は「陵王国」。
- 当時描いていた「殺し屋シリーズ」は「天使祝詞」の元となっている。
- 同人活動は大手の少女雑誌に移るときに禁止令が出てしまったため現在は中止している。
- 今までに出した同人誌の再版は今のところ予定はないが、今まで発行された物を再録した「赤」と「黒」の同人誌を買えばほぼ全てコンプリート可。
- また少年進化論plus5巻に「MARS」のリメイク版が載っている。

## TOY'Sの再開について
- 2009年現在、再開のめどは立っていない。
- 打ち切りではなく、作者の仕事・体力の都合により連載を増やすことが出来ないための休止状態になっている。
- 次は幻冬舎・作者のサイトにて掲載予定[1]。
- 2023年4月26日　作中台詞への指摘を受け、連載の中断が作者Twitterにて明言される。[2]

## 代表作

### 漫画
- 少年進化論
- 少年進化論plus
- TOY'S
- 天使祝詞
- メメント†モリ
- 少年進化論†

### 挿し絵
コバルト（集英社）
- 「ねむる保健室」（浩祥まきこ）
- 「少年のカケラ」、「S&D〜恋愛前夜〜」（共に深谷晶子）

小説ウィングス（新書館）
- 「天使の鳥籠」（有瀬なお）